# Morti nel 1323
| Questa pagina contiene informazioni ricavate automaticamente dalle voci biografiche con l'ausilio del template Bio e di un bot. L'aggiornamento è periodico e automatico e ricostruisce completamente la pagina. Se manca una persona in questa lista, sei pregato di non aggiungerla, ma accertati piuttosto che la sua voce biografica contenga il template Bio e che i dati anagrafici siano correttamente compilati. Se il template Bio manca, inseriscilo tu stesso o, in alternativa, metti l'avviso {{tmp\|Bio}} che ne segnala la mancanza. Se i dati riportati sono sbagliati, correggi direttamente la voce biografica; le modifiche saranno visibili in questa lista entro pochi giorni. Per chiarimenti vedi il progetto biografie. La lista contiene solo le 31 persone che sono citate nell'enciclopedia e per le quali è stato implementato correttamente il template Bio. Pagina aggiornata al 10 ago 2025. |

- 15 gennaio - Nicolas Caignet de Fréauville, cardinale francese (n. 1250)
- 18 gennaio - Caterina d'Asburgo, nobile austriaca (n. 1295)
- 3 marzo - Andrew Harclay, nobile e militare britannico (n. 1270)
- 25 marzo - Maria d'Ungheria, sovrana (n. 1257)
- 24 aprile - Enrico II di Gorizia, nobile italiano (n. 1266)
- 14 maggio - Simone di Archiac, cardinale e arcivescovo cattolico francese
- 11 giugno - Bérenger de Frédol il Vecchio, cardinale e vescovo cattolico francese
- 19 giugno - Matilde di Nassau, nobile tedesca
- 19 luglio - Pietro Crisci da Foligno, religioso italiano (n. 1243)
- 3 agosto - Agostino Casotti, vescovo cattolico e beato dalmata
- 4 settembre - Gegeen Khan, imperatore cinese (n. 1302)
- 27 settembre - Elzeario da Sabrano, nobile francese (n. 1285)
- 16 ottobre - Amedeo V di Savoia, nobile
- 16 novembre - Federico I di Meißen, nobile (n. 1257)
- Mary Bruce, nobile scozzese (n. 1273)
- Benvenuto Campesani, poeta italiano
- Ebalo I di Challant, italiano
- Maria Dalle Carceri, nobile
- Delaito da Noarna, notaio italiano
- Lamba Doria, ammiraglio italiano (n. 1245)
- Bérenger de Frédol il Giovane, cardinale e vescovo cattolico francese
- Giovanna di Taranto, regina (n. 1297)
- Gong Di, imperatore cinese (n. 1271)
- Guglielmo I Sanudo, duca
- Ibn Ājurrūm, grammatico berbero
- Isabella di Borgogna, nobildonna francese
- Leone II di Galizia, sovrano russo
- Loe Thai, sovrano siamese
- Nicola d'Epiro, conte (n. 1295)
- Giorgio II di Bulgaria, sovrano bulgaro
- Andrea di Galizia, sovrano russo